# FC Torpedo Zaporizhya
El FC Torpedo Zaporizhya fue un equipo de fútbol de Ucrania que alguna vez jugó en la Liga Premier de Ucrania, la primera división de fútbol en el país.

## Historia
Fue fundado en el año 1982 en la ciudad de Zaporizhya con el nombre Komunarivets y durante el periodo soviético estuvo en las divisiones regionales de Ucrania hasta que en 1991 llegó a formar parte de la Segunda Liga Soviética y logró ganar la Copa de Ucrania en 1984.
Tras la caída de la Unión Soviética y la independencia de Ucrania, se convirtió en uno de los equipos fundadores de la Liga Premier de Ucrania en 1992, en la que terminó en cuarto lugar del grupo A.
En las dos primeras temporadas de la liga llegó a alcanzar las semifinales de la Copa de Ucrania, y se mantuvo en la Liga Premier de Ucrania hasta que en la temporada 1997/98 desciende al terminar en último lugar entre 16 equipos, y en solo una temporada en la Persha Liha el club se declara en bancarrota a pesar de haber terminado en tercer lugar de la liga y con el derecho de jugar en la Liga Premier de Ucrania para la siguiente temporada, por lo que fue suspendido por la Federación de Fútbol de Ucrania.
La suspensión fue apelada y el club jugó en la Persha Liha en la temporada 1999/2000, pero el club abandona la liga a mitad de temporada, aunque la Federación de Fútbol de Ucrania les dio permiso de reintegrase a la liga para la siguiente temporada.
En 2001 el club retorna a la competición pero en la Druha Liha (tercera división), de la cual descendió en la temporada 2002/03 y posteriormente desaparece.
En 2003 nace el FC HU ZIDMU-Spartak Zaporizhia como equipo de categoría aficionada, el cual es considerado como el sucesor del club.

## Palmarés
- Cup of the Ukrainian SSR (1): 1984
- Liga Soviética de Ucrania (1): 1990

## Temporadas

### Unión Soviética
| Temporada | Categoría | Pos. | J  | G  | E  | P  | GF | GC | Pts. | Domestic Cup |
| --------- | --------- | ---- | -- | -- | -- | -- | -- | -- | ---- | ------------ |
| 1985      | 3         | 24   | 40 | 10 | 14 | 16 | 39 | 44 | 34   |              |
| 1986      | 3.º       | 9    | 40 | 17 | 7  | 16 | 49 | 47 | 41   |              |
| 1987      | 3.º       | 20   | 52 | 12 | 16 | 24 | 54 | 81 | 40   |              |
| 1988      | 3.º       | 24   | 50 | 13 | 12 | 25 | 55 | 71 | 38   |              |
| 1989      | 3         | 13   | 52 | 19 | 12 | 21 | 51 | 62 | 50   |              |
| 1990      | 4.º       | 1    | 36 | 23 | 8  | 5  | 53 | 25 | 54   |              |
| 1991      | 3.º       | 7    | 42 | 18 | 10 | 14 | 63 | 50 | 46   |              |

### UcraniaUcrania
| Temporada | Categoría | Pos. | J  | G  | E  | P  | GF | GC | Pts. | Domestic Cup |
| --------- | --------- | ---- | -- | -- | -- | -- | -- | -- | ---- | ------------ |
| 1992      | 1         | 4    | 18 | 6  | 7  | 5  | 21 | 26 | 19   | Semifinales  |
| 1992–93   | 1         | 13   | 30 | 9  | 7  | 14 | 32 | 40 | 25   | Semifinales  |
| 1993–94   | 1         | 13   | 34 | 9  | 10 | 15 | 27 | 39 | 28   | 1/4          |
| 1994–95   | 1         | 7    | 34 | 15 | 3  | 16 | 49 | 49 | 48   | 1/8          |
| 1995–96   | 1         | 7    | 34 | 15 | 3  | 16 | 40 | 45 | 48   | 1/8          |
| 1996–97   | 1         | 14   | 30 | 8  | 5  | 17 | 25 | 56 | 29   | 1/8          |
| 1997–98   | 1         | 16   | 30 | 2  | 7  | 21 | 20 | 69 | 13   | 1/8          |
| 1998–99   | 2         | 3    | 38 | 24 | 5  | 9  | 55 | 29 | 77   | 1/32         |
| 1999-00   | 2         | 18   | 34 | 5  | 1  | 28 | 21 | 32 | 16   | 1/16[5]      |
| 2001–02   | 3         | 15   | 34 | 7  | 10 | 17 | 22 | 57 | 31   | 1/16[6]      |
| 2002–03   | 3         | 16   | 30 | 4  | 7  | 19 | 19 | 52 | 19   | 1/32         |

## Entrenadores
- Ígor Nadein (1994-97)
- Ígor Nadein (2000-02)